# Chúa Kitô của vực thẳm (Ý)

Chúa Kitô của vực thẳm ở San Fruttuoso, Liguria

Chúa Kitô của vực thẳm (Italian: Il Cristo degli Abissi) là bức tượng chúa Jesus bằng đồng nằm dưới biển Địa Trung Hải, nằm ngoài khơi San Fruttuoso, giữa Camogli và Portofino trên bờ biển Riviera, nước Ý. Nhiều phiên bản khác của bức tượng được đặt ở những nơi khác trên toàn thế giới, tại các địa điểm dưới nước, nhà thờ và bảo tàng
Đây là bức tượng bằng đồng nguyên thủy được điêu khắc bởi Duilio Marcante, đặt ở biển Địa Trung Hải vào ngày 22 tháng 8 năm 1954, ở độ sâu xấp xỉ 17 mét (56 ft), nặng hơn 1.800 kg, và cao 2,5 mét (8 ft). Bức tượng mô tả Chúa Kitô đưa ra một lời chúc phúc cho hòa bình, với đầu và tay giơ lên trời. Bức tượng cũng là để tưởng nhớ đến Marcante.